# François Reichenbach
Pour les articles homonymes, voir Reichenbach.
François Reichenbach, né le 3 juillet 1921 à Neuilly-sur-Seine (Hauts-de-Seine) et mort le 2 février 1993 dans la même ville, est un cinéaste franco-suisse de documentaires et collectionneur de masques mexicains. C'est le seul réalisateur de films documentaires à avoir été primé aux festivals de cinéma de Locarno (1962), de Cannes (1964), de Tours (1956), d'Édimbourg (1956). Il reçoit l'Oscar du meilleur film documentaire (1970) et l'Académie française le récompense pour l’ensemble de son œuvre en 1987.
Sa vie est sans cesse portée par cette volonté de filmer des corps, des paysages sauvages et des villes, d'enregistrer des sons et des voix. Le cinéma de François Reichenbach est un cinéma sans frontières. Il réalise des œuvres différentes qui font partie de la nouvelle vague par sa liberté et son audace mais qui s’approchent aussi de celles de Jean Rouch par sa vérité.

## Biographie

### Enfance
François Reichenbach naît en 1921, à Neuilly-sur-Seine dans une famille bourgeoise aisée composée d'industriels et d'hommes d'affaires. Son père Bernard est un homme d'affaires florissant et sa mère Germaine a une passion pour la musique ; c'est elle qui la transmet au petit François.
Son grand-père maternel, Gaston Monteux, est un industriel qui a fait fortune dans la chaussure ; il est l'un des premiers à acheter des toiles de maître de Chagall, Braque, Picasso, Soutine, Utrillo et Modigliani. Dans ses mémoires François Reichenbach raconte : « À l'âge de cinq ans j'étais terrorisé par tous ses visages dans les tableaux et je devins faussaire. J'ajoutais des moustaches et des poils aux nus de Modigliani. Ce canular prend une autre dimension quand l'on sait que j'ai fait un film avec Orson Welles sur le faussaire Elmyr de Hory en 1973 ».
Il est également le neveu du collectionneur de manuscrits et de livres Jacques Guérin et le cousin du producteur de cinéma Pierre Braunberger ; celui-ci l'a encouragé à faire du cinéma.

### Études musicales et séjour à New York
Durant la Seconde Guerre mondiale, François Reichenbach se rend à Genève. Bien que né en France, il possède également la nationalité suisse car son grand-père paternel, Arnold Reichenbach, est un industriel suisse travaillant dans la broderie de Saint-Gall. François Reichenbach étudie la musique au Conservatoire de musique de Genève où il rencontre le cinéaste Gérard Oury.
Après la Libération, il écrit des chansons, notamment pour Édith Piaf et Marie Dubas.
Se souvenant de l'immense collection de tableaux de son enfance, il part pour les États-Unis avec une carte d'émigré pour vendre des tableaux. Il débute à New York comme conseiller auprès de musées américains pour l'achat d'œuvres d'art en Europe, puis il vend des toiles de maître. Il réside plusieurs années aux États-Unis.

### Dernières volontés

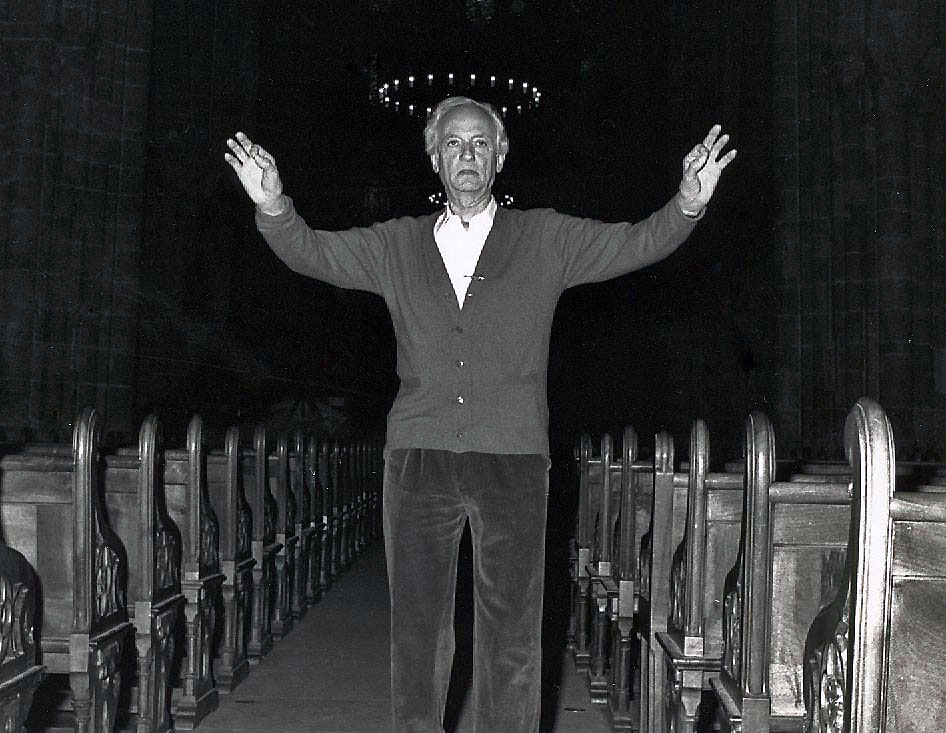
François Reichenbach en 1988 sur le tournage du film "Genève".

En 1993, sur son lit de mort, François Reichenbach confie à la cinéaste Danièle Thompson sa volonté d'être inhumé à Limoges où il a passé ses vacances dans sa jeunesse. Devant la remarque de la scénariste, faisant valoir qu'il ne serait pas commode de se déplacer, le cinéaste a répondu « Ceux qui m'aiment prendront le train ». Cette citation a inspiré à Danièle Thompson le propos et le titre du film Ceux qui m'aiment prendront le train (1998) de Patrice Chéreau avec Jean-Louis Trintignant, Charles Berling et Vincent Perez.
François Reichenbach meurt le 2 février 1993 à Neuilly-sur-Seine. Le réalisateur Gérard Oury et sa fille Danièle Thompson étaient proches de François Reichenbach. Aussi, ils ont pris le train pour Limoges pour assister à son enterrement dans la section juive du cimetière de Louyat.

## Réalisateur

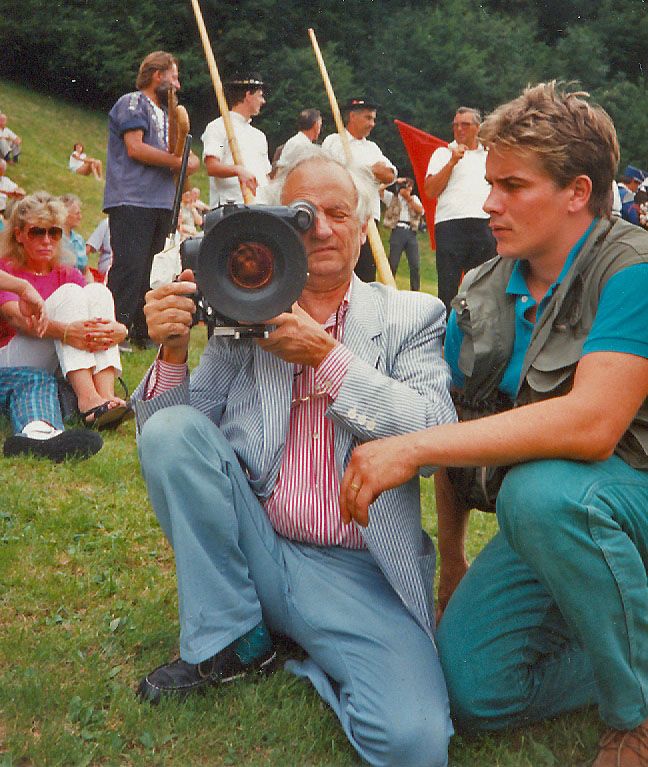
François Reichenbach sur la prairie du Grütli en 1990. A droite son assistant Bruno Lapostolle.

Ce pionnier de la Nouvelle Vague par l'importance de son œuvre cinématographique fait de ce cinéaste, au regard libre et respectueux de l'autre, un témoin privilégié de son époque. Il avait toujours une caméra chargée sur le siège arrière de sa voiture pour filmer immédiatement « au cas où » car il aimait « filmer tout ce qui bouge ». La revue les Cahiers du cinéma écrit : « François Reichenbach est né avec une caméra dans l'œil ».
En 1955, il achète sa première caméra 16 mm Bell & Howell dont il n'a pas lu la notice. Il ignore comment utiliser la pellicule et il charge les bobines déjà impressionnées, ce qui donne son quatrième court-métrage Impressions de New York. Avec ses drôles d'images superposées, il a réinventé par hasard un procédé inconnu. Le film est récompensé par le Prix spécial du jury au festival de Tours et une mention au festival international du film d'Édimbourg : sa carrière de cinéaste est lancée.
François Reichenbach filme tout ce qui lui passe par la tête, les deux yeux ouverts. Il dit que « le cinéma est fait par des borgnes : un œil dans le viseur, l'autre fermé pour mieux se concentrer sur l'image ». Lui, il garde l'autre ouvert (l'œil humain) pour ne pas perdre contact et ne pas abandonner le sujet filmé à la machine qu'est la caméra.
En 1957, il réalise son premier court-métrage Les Marines sur une unité d'élite américaine, qui impose un style nouveau par son impression de vérité, le culot et l'originalité du regard.

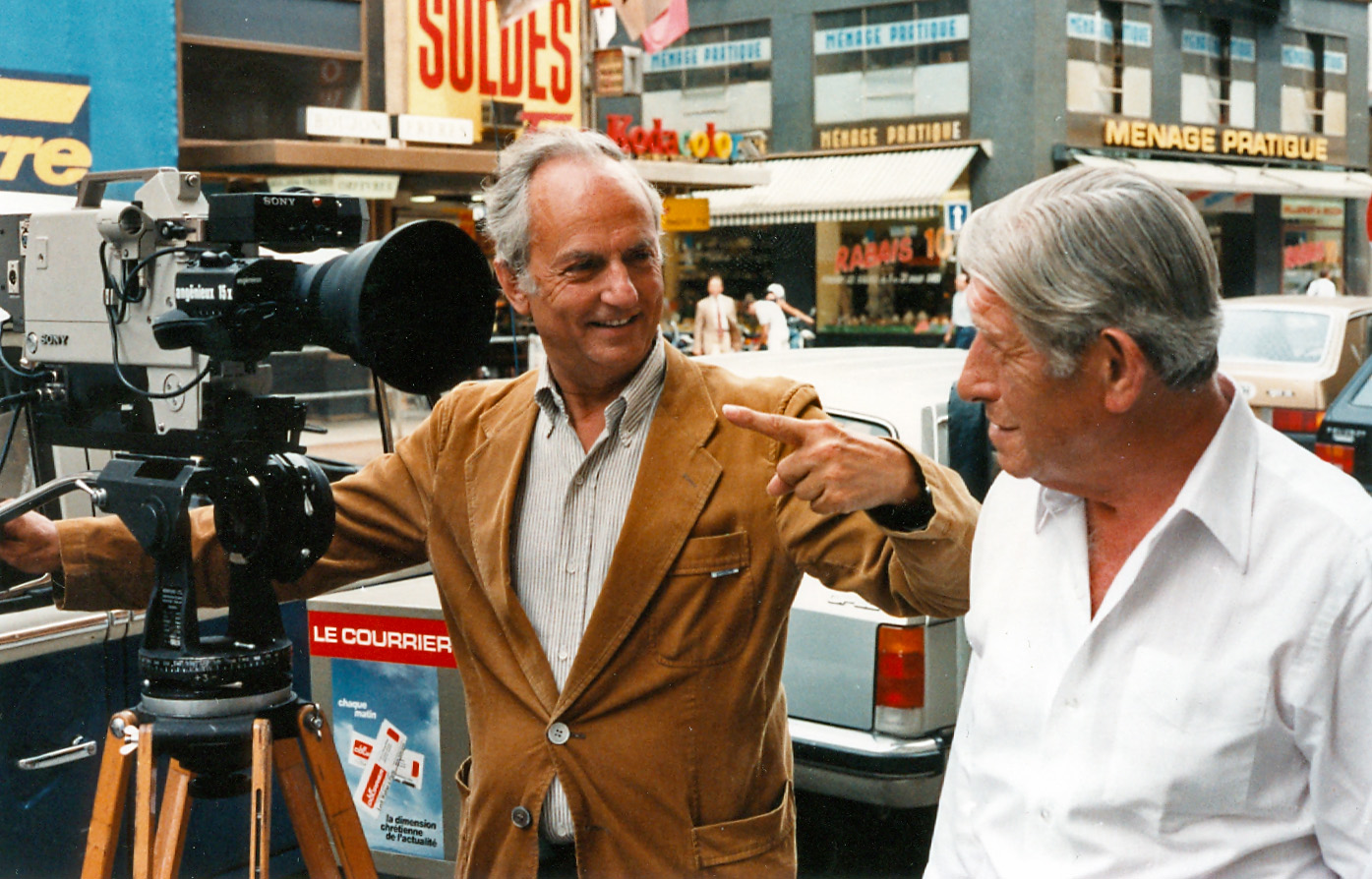
François Reichenbach avec Zino Davidoff, à Genève en 1984, lors du tournage de L'Art de fumer le cigare par Zino Davidoff.

Ce boulimique d'images filme inlassablement ce qu'il observe au gré de son inspiration et de ses vagabondages. Il aime avant tout se présenter comme un musicien. Il réalise plus d'une centaine de documentaires en alternant les tournages entre la France, les États-Unis et le Mexique avec une filmographie très personnelle et des reportages artistiques proches du journalisme.
Il réalise des portraits les plus divers comme le cinéaste Orson Welles, les musiciens Yehudi Menuhin, Arthur Rubinstein, Mstislav Rostropovitch, Manitas de Plata, les artistes populaires comme Johnny Hallyday, Sylvie Vartan, Barbara, Mireille Mathieu, Diane Dufresne, Vince Taylor, les footballeurs Pelé, Pascal Olmeta, le matador El Cordobés, le sculpteur Arman, le guitariste Manitas de Plata, le peintre Marguerite Dunoyer de Segonzac, le marchand de cigares Zino Davidoff, le chef d'orchestre Herbert von Karajan ainsi que les actrices Jeanne Moreau et Brigitte Bardot.
François Reichenbach est également l'auteur du scopitone (l'ancêtre du clip vidéo) de Bonnie and Clyde (1967) chanté par Serge Gainsbourg et Brigitte Bardot.
En 1960, son premier long-métrage L'Amérique insolite fait sensation avec un style nouveau par son impression de vérité et l'originalité du regard, il filme le citoyen américain depuis sa naissance jusqu'à sa mort dans toutes les circonstances cocasses, burlesques et insolites de sa vie.
En 1964, il reçoit la palme d'or du court métrage au festival de Cannes pour La Douceur du village. Il montre avec simplicité et poésie la vie d’un écolier de campagne dans le village de Loué. Puis, François Reichenbach reçoit l’Oscar du meilleur film documentaire en 1970 pour L'Amour de la vie - Artur Rubinstein.
À la fin de sa vie il retourne à Genève, la ville de ses études musicales, pour réaliser quatre films produits par Claude Richardet : L'Art de fumer le cigare par Zino Davidoff (1983), Genève (1988), Nestlé par Reichenbach (1990) et Visages suisses pour le 700e anniversaire de la Confédération suisse (1991).

## Collectionneur d'art mexicain
François Reichenbach est un passionné du Mexique, il possède également la nationalité mexicaine. Dans ses mémoires Le monde a encore un visage, il raconte : « Entre le Mexique et moi le contact fut immédiat et définitif. Ce pays est ma terre d'adoption, d'amour et d'avenir ». Il y a séjourné très fréquemment depuis 1960.

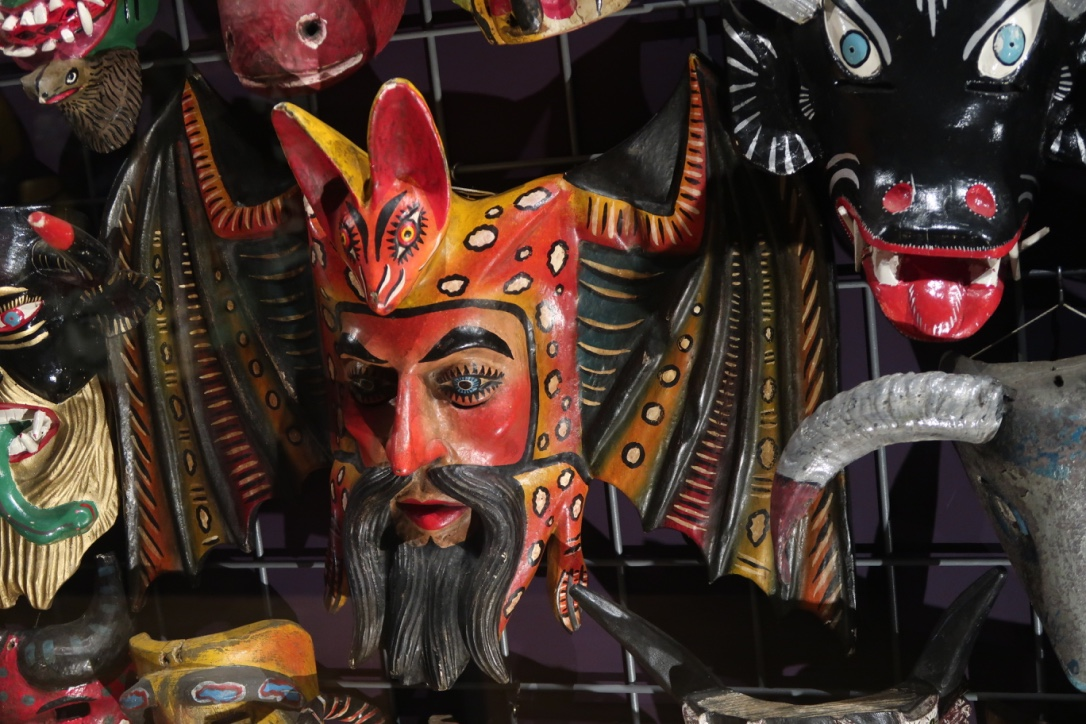
Masque chauve-souris en bois, pigments, vernis (état de Guerrero du Sud du Mexique).

De ses séjours et de ses tournages au Mexique — de Mexico Mexico, Entends-tu les chiens aboyer ? à Une passion mexicaine — il a amassé une collection exceptionnelle de plus de 3 000 objets d'art mexicains tout à fait remarquable : en particulier des masques mexicains ainsi que des statuettes, des céramiques, des tableaux de laine et des arbres de vie. « Ces masques, je les ai vus fabriqués par des masqueros dans les villages. Ils ont été portés, dansés. Je les ai filmés lors de grandes fêtes villageoises, dans des coins perdus du Mexique. Ils ont une vie. Leur magie est là et chacun me parle, raconte son histoire. Il faut savoir entendre et regarder ».
En 2014, le Musée des Arts africains, océaniens et amérindiens de Marseille organise une exposition consacrée à l'art amérindien du peuple Huichol, dont bon nombre des œuvres exposées sont issues de la collection léguée au musée par François Reichenbach.
Sa maison à Oinville-sur-Montcient était un véritable musée, dans chaque pièce tous les murs et les escaliers étaient couverts d'objets mexicains provenant des sierras mexicaines. En 1993, il fait don de toute sa collection à la ville de Marseille. Elle est exposée dans la salle Mexique au musée des Arts africains, océaniens et amérindiens de la Vieille Charité.

## Filmographie

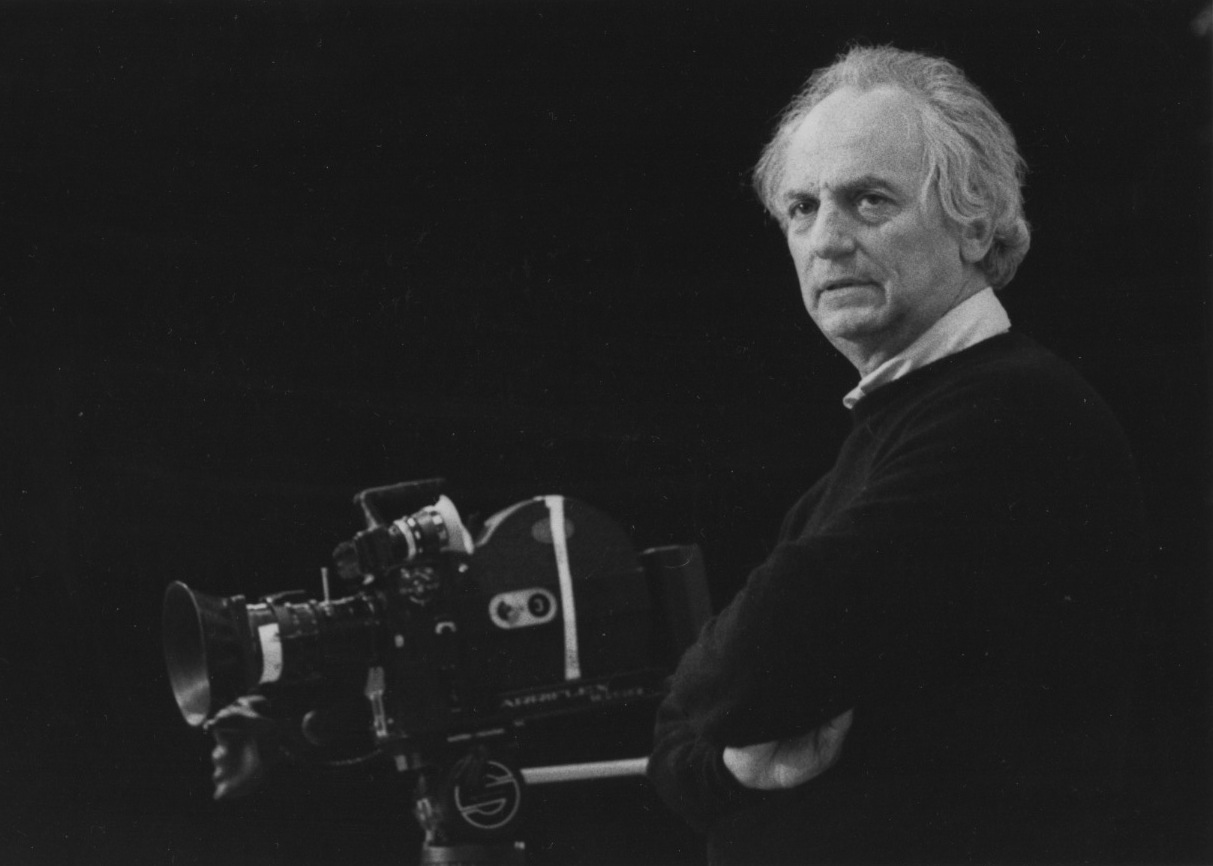
François Reichenbach sur un plateau de tournage en 1979.

La filmographie suivante provient du livre de François Reichenbach, Le monde a encore un visage.

### Courts métrages et télévision
- 1954 : Paris qui ne dort pas.
- 1954 : Last Spring (22 min).
- 1954 : Nus masculins (24 min).
- 1955 : Impressions de New York (13 min), prix spécial au festival de Tours et mention au festival international du film d'Édimbourg.
- 1955 : Visages de Paris (18 min).
- 1955 : New York ballade (18 min).
- 1956 : Houston Texas (9 min).
- 1956 : Alberobello au pays des Trulli.
- 1956 : Le Grand Sud.
- 1956 : Novembre à Paris (9 min).
- 1957 : L'Américain se détend (13 min).
- 1957 : Au pays de Porgy and Bess.
- 1957 : Les Marines (22 min).
- 1957 : Carnaval à La Nouvelle-Orléans.
- 1957 : L'Été Indien.
- 1958 : Visages de Paris (13 min).
- 1960 : Retour à New York (12 min).
- 1962 : À la mémoire du rock avec Vince Taylor (18 min).
- 1962 : Le Paris des photographes (13 min).
- 1962 : Le Paris des mannequins (11 min).
- 1962 : Week-end en mer (30 min).
- 1962 : Jeu 1, ballet de Dirk Sanders.
- 1962 : Un bol d'air à louer.
- 1963 : Le Petit Café (12 min).
- 1963 : Enterrement de John Kennedy.
- 1964 : L'Amérique lunaire (13 min).
- 1964 : Le Paris des photographes (13 min).
- 1964 : Le Paris des mannequins (12 min).
- 1964 : La Douceur du village (47 min), palme d'or au festival de Cannes 1964.
- 1965 : École de danse de l'Opéra.
- 1965 : Dunoyer de Segonzac (11 min).
- 1966 : Le Conte de fée de Mireille Mathieu avec Maurice Chevalier.
- 1966 : Antonio Lomelín, portait d'un novillero (22 min).
- 1966 : Aurora.
- 1967 : Voyage de Brigitte Bardot aux USA (47 min).
- 1967 : Gromaire, sur le peintre Marcel Gromaire (11 min).
- 1967 : Manitas de Plata.
- 1967 : Je vous salue Paris (13 min).
- 1968 : Show Bardot.
- 1968 : Orson Welles, coréalisation Frédéric Rossif (24 min).
- 1968 : Portraits de El Cordobès, Jeanne Moreau, Mireille Mathieu et Orson Welles.
- 1968 : Musique en Méditerranée (1 h).
- 1968 : Brigitte Bardot et Serge Gainsbourg chantent en duo "Bonnie and Clyde" (4 min 13 s)[21].
- 1969 : Festival dans le désert.
- 1969 : Herbert von Karajan à Salzbourg (15 min).
- 1969 : Christian Dior, film de prestige (20 min).
- 1969 : Vichy, film de prestige (15 min).
- 1969 : L'Indiscret (90 min).
- 1969 : Violence sur Houston (58 min).
- 1969 : Brigade des mineurs (58 min).
- 1969 : Les mains du futur.
- 1969 : Parfums Revillon, film publicitaire.
- 1969. La fête des morts.
- 1969 : Kill Patrick un shériff pas comme les autres (58 min).
- 1969 : Israël, les moissons de l'espoir (30 min).
- 1970 : Le Mariage des dieux (12 min).
- 1970 : À fleur d'eau (15 min), documentaire sur la ville de Vichy, commentaire Remo Forlani.
- 1970 : Le Mariage des dieux (opéra de quatre pesos).
- 1970 : Le chasseur (33 min).
- 1971 : Prison à l'américaine (28 min).
- 1971 : La Mort ne tue jamais personne (15 min).
- 1972 : Mon amie Sylvie, documentaire sur Sylvie Vartan.
- 1972 : Le hold-up au crayon.
- 1972 : Paolino, la juste cause et une bonne raison, coréalisation de Patrice Poiré.
- 1973 : À Monaco, film sur la princesse Grace de Monaco.
- 1975 : Le Petit Cirque mexicain (17 min).
- 1975 : Lettres de Paris et d'ailleurs (six émissions de télévision).
- 1975 : Roland-Garros.
- 1976 : Portrait de Jacques Chirac (TV).
- 1976 : France inconnue (10 émissions de télévision)
- 1976 : Club Méditerranée, film de prestige.
- 1977 : Les Mains du futur (TV)
- 1977 : Entre ciel et terre, émission de télévision sur la Patrouille de France.
- 1977 : L'homme et le sport (TV).
- 1978 : Arts et arbres (TV).
- 1978 : Portrait de Diane Dufresne (TV).
- 1978 : Barbara (48 min).
- 1978 : Les Leçons de Slava (trois émissions de télévision avec Mstislav Rostropovitch).
- 1979 : 25 Ans de l'Olympia (deux émissions de télévision).
- 1979 : Houston Texas (1 h 40).
- 1979 : México mágico.
- 1979 : Grâce à la musique, (série musicale).
- 1979 : Valéry Giscard d'Estaing au Mexique.
- 1979 : Arthur Rubinstein (série télévision).
- 1980 : La Belgique profonde (TV).
- 1980 : Maurice Ravel, un homme digne de sa musique.
- 1980 : Jacques-Henri Lartigue (TV).
- 1982 : Maurice Béjart (89 min).
- 1982 : Tant qu'il y aura des enfants il y aura des clowns (61 min)[22].
- 1983 : Naissance d'un Opéra à la Bastille (20 min).
- 1984 : Dunoyer de Segonzac (11 min).
- 1989 : Ourasi trotteur français.
- 1990 : Julio César Chavez.
- 1992 : Michel Legrand (48 min).
- 1992 : Une passion mexicaine (1 h 20)[23], diffusion sur Arte.

### Longs métrages
- 1960 : L'Amérique insolite.
- 1962 : Un cœur gros comme ça, portrait d'un boxeur sénégalais.
- 1964 : Les Amoureux du France, coréalisé avec Pierre Grimblat.
- 1968 : Mexico Mexico.
- 1968 : Treize jours en France sur les Jeux olympiques de Grenoble, coréalisé avec Claude Lelouch.
- 1969 : L'Indiscret (film de fiction)
- 1969 : L'Amour de la vie - Artur Rubinstein.
- 1971 : J'ai tout donné sur et avec Johnny Hallyday.
- 1971 : Medicine ball caravan avec B. B. King, Doug Kershaw, Alice Cooper.
- 1971 : Yehudi Menuhin, chemin de lumière avec Bernard Gavoty.
- 1972 : Mon amie Sylvie sur et avec Sylvie Vartan.
- 1973 : La Raison du plus fou avec Raymond Devos, Alice Sapritch, Paul Préboist et Jean Carmet.
- 1973 : Vérités et Mensonges (F for Fake), autour d'Elmyr de Hory, faussaire génial, coréalisé par Orson Welles.
- 1974 : Entends-tu les chiens aboyer ?
- 1976 : Le Roi Pelé.
- 1976 : Sex O'Clock USA.
- 1978 : La Passion selon le peuple mexicain.
- 1980 : Houston Texas.
- 1980 : La Maison de Molière pour le tricentenaire de la Comédie-Française.
- 1980 : Le Japon insolite.
- 1981 : Le Temps d'un ballet sur Maurice Béjart tourné en partie à Venise.
- 1983 : L'Art de fumer le cigare par Zino Davidoff.
- 1984 : Dimitris a 14 ans[24].
- 1988 : Genève, film officiel du canton et de la ville de Genève.
- 1990 : Nestlé, par François Reichenbach pour le 125e anniversaire de la multinationale suisse Nestlé.
- 1991 : Visages suisses, film officiel pour le 700e anniversaire de la Confédération suisse (film collectif).

## Récompenses et distinctions
François Reichenbach obtient :
- l'Oscar du meilleur film documentaire en 1970 pour L'Amour de la vie - Artur Rubinstein, un film sur Arthur Rubinstein ;
- le grand prix du court métrage au festival de Cannes 1964 pour La Douceur du village[25] ;
- le prix Louis-Delluc en 1961 et le Léopard d'or en 1962 au festival international du film de Locarno pour Un cœur gros comme ça ;
- le prix spécial du jury au festival de Tours et une mention au festival international du film d'Édimbourg en 1956 pour Impressions de New York.

Il est membre du jury du festival de Cannes 1965.
En 1987, l'Académie française récompense François Reichenbach pour l'ensemble de son œuvre en lui décernant le Prix Jean-Le-Duc.

## Hommages
- Janvier 2008, rétrospective des films de François Reichenbach organisée par le réseau Transat Vidéo à Caen[28].
- Décembre 2012, les cinémas du Grütli à Genève lui consacrent un hommage[29].
- Janvier 2015, la Cinémathèque française lui consacre une rétrospective[30].
- Décembre 2020, hommage à Reichenbach dans le cadre du festival Curtas Villa do Conde à Vila do Conde au Portugal[31].